# 아미르 레자 하뎀
아미르 레자 하뎀 아즈가디(페르시아어: امیررضا خادم ازغدی‎,‎ 1970년 2월 10일~)는 이란의 레슬링 선수, 정치인이다. 1992년 하계 올림픽 자유형 웰터급 종목에서 금메달을 획득했으며 1992년 하계 올림픽 자유형 미들급 종목에서 동메달을 획득했다. 또한 세계 선수권 대회에서 금메달 1개, 동메달 1개를 획득했다.

## 개인사
아버지인 모함마드 하뎀과 동생인 라술 하뎀 또한 이란 레슬링 국가대표 선수로 활동했다.